# 淀屋

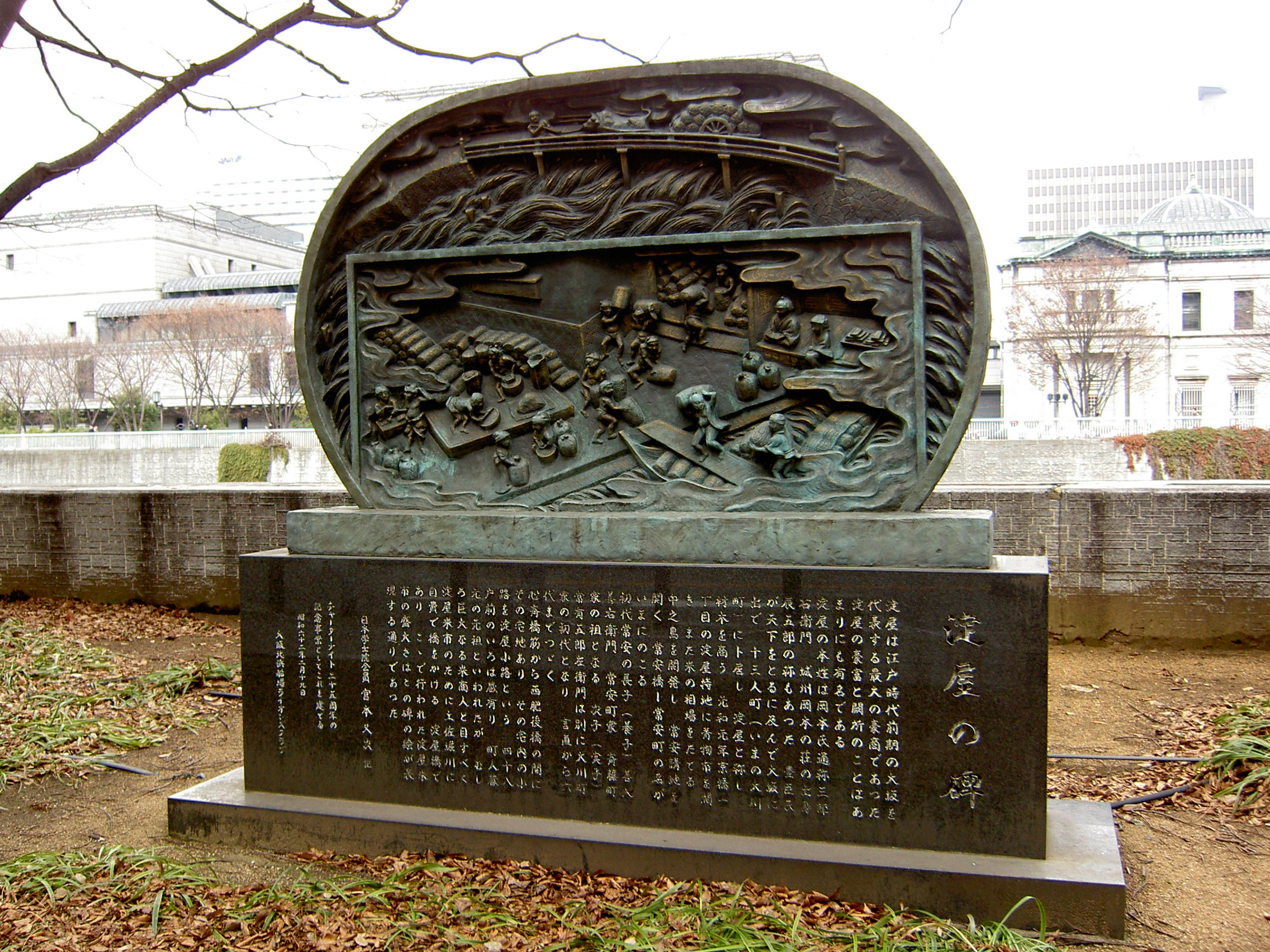
淀屋の碑

淀屋（よどや）とは、近世、上町台地からやや西部に位置する中之島で繁栄を極めた豪商であり、総資産は約20億両（現在の貨幣価値に換算すると約200兆円）。全国の米相場の基準となる米市を設立し、大坂が「天下の台所」と呼ばれる商都へ発展することに大きく寄与した。
米市以外にも様々な事業を手掛け莫大な財産を築くが、その財力が武家社会にも影響することとなったため、幕府より闕所（財産没収）処分にされた。しかし、闕所処分に先立ち伯耆国久米郡倉吉の地に暖簾分けした店を開き、後の世代に再び元の大坂の地で再興した。幕末になり討幕運動に身を投じ、ほとんどの財産を自ら朝廷に献上して幕を閉じた。
淀屋を創業した岡本家によるものを前期淀屋、闕所後に牧田家により再興されたものを後期淀屋と呼ぶ。
淀屋が開拓した中之島には、かつて常安町と常安裏町（現在の中之島四丁目～六丁目）が有った。屋敷は現在の大阪市の北浜にあり、中之島に掛かる淀屋橋や常安橋にその名を残している。

## 事業
淀屋の事業は米市を主とした多角的経営であった。
初代の岡本三郎右衛門常安は、伏見城の造営や淀川の堤防改修において工事の采配を振り、高い土木工事技術を発揮した。その後、大坂の十三人町（後の大川町、現在の大阪市中央区北浜四丁目）に移り、「淀屋」と称し材木商を営んだ。1609年から1614年に掛けて中之島の開拓を行い、江戸時代から現代まで続く経済の拠点を造った。
二代目の淀屋言當は、途絶えていた青物市を元和元年（1616年）に京橋一丁目の淀屋屋敷で再開した。寛永元年（1624年）には「海部堀川」を開削し、海部堀川の屈折点に造った船着場「永代浜」（現在の靱本町二丁目）に魚の干物を扱う雑喉場（ざこば）市を設立した。また米価の安定のため米市を設立し、大坂三大市場と呼ばれた青物市、雑喉場市、米市を一手に握った。また輸入生糸を扱うための糸割符に、大坂商人も加入できるように長崎奉行と掛け合った。寛永9年（1632年）に、糸割符の加入が認められ海外貿易を始める。寛永15年（1638年）からは加賀藩主前田利常の意向により加賀米の取扱いが本格化した。その大坂への輸送に際して、日本海から関門海峡と瀬戸内海を経由して大坂に至る西廻り航路を北風家の北風彦太郎と共に担い、北前船の先鞭と成った。

### 米市
江戸時代、米は経済の中心的な存在であった。年貢として納められた米は藩の蔵屋敷に蓄えられ、米問屋を介して現金化された。米は諸藩の財政の根幹をなし、米価の安定は経済の安定としても重要であった。しかし米の価格は仲買人によって無秩序に決められ、価格は米の質や量などを正しく反映したものではなかった。そこで淀屋は、米の質・量・価格の混乱を収めるため、全国の米相場の基準となる米市の設立を幕府に願い出て認められる事となった。
淀屋は自身が拓いた中之島に米市を開き、また中之島に渡るため淀屋橋を自費で土佐堀川へ架けた。米市に集まる米を貯蔵するため、諸藩や米商人の米を貯蔵する蔵屋敷が中之島には135棟も立ち並んでいた。また1620年代、全国の米の収穫は約2700万石有り、自家消費や年貢で消費される分を除く約500万石が市場で取引されていた。その4割の約200万石が大坂で取引されていたと言われている。
米市の取引きは場所を取る米を直接扱わず、米の売買が成立した証拠として手形を受け渡し、手形を受け取った者は手形と米を交換するという事が行われていた。それが次第に現物取引でなく、手形の売買に発展する事になった（米切手の項も参照のこと）。この淀屋の米市で行われた帳合米取引は世界の先物取引の起源とされている。淀屋の米市は二代目の言當、三代目の箇斎、四代目の重當の時代に莫大な富を淀屋にもたらした。井原西鶴は『日本永代蔵』の中で淀屋の繁栄ぶりを記している。
その後の米市は、元禄10年（1697年）に対岸に開拓された堂島新地（現在の堂島浜一丁目）に設立された堂島米市場に移された。堂島米市場では現物米を扱う正米取引のみが行われ、現物米と交換するための米切手を売買する事は禁じられていた。享保初年（1716年）頃より始められた帳合米取引が、享保15年（1730年）8月13日、幕府より公許され世界初の公設先物取引市場堂島米相場会所となった。

## 闕所
宝永2年（1705年）、五代目の淀屋廣當が22歳の時に幕府の命により闕所処分となった。廣當の通称である「淀屋辰五郎の闕所処分」として有名である。
闕所時に没収された財産は、金12万両、銀12万5000貫（小判に換算して約214万両）、北浜の家屋1万坪と土地2万坪、その他材木、船舶、多数の美術工芸品などという記録が有る。また諸大名へ貸し付けていた金額は銀1億貫（膨大に膨れ上がった利子によるものであるが、現代の金額に換算しておよそ100兆円）にも上った。
闕所の公式な理由は「町人の分限を超え、贅沢な生活が目に余る」というものだった。しかし諸大名に対する莫大な金額の貸し付けが本当の理由であろうとされている。
宝永5年（1708年）、この淀屋の発展と凋落の顛末が近松門左衛門によって浄瑠璃『淀鯉出世滝徳』（よどごいしゅっせのたきのぼり）に描かれた。
鳥山石燕の妖怪画集『百器徒然袋』には、この淀屋辰五郎の逸話をもとにした鉦五郎という妖怪が登場する。

## 歴代当主

### 前期淀屋

#### 初代 淀屋常安
淀屋 常安（よどや じょうあん、つねやす） 永禄3年（1560年）? - 元和8年7月28日（1622年9月3日）
二代言當の父である。長子（養子）喜入善右衛門は、常安町家、斉藤町家の家祖。次子（実子）常有五郎左衛門は、大川町家の家祖となった。
山城国岡本荘の武家の出身だったが、織田信長に討たれ商人を目指すようになった。苗字を出身地の岡本、通称を三郎右衛門、名を与三郎、のちに善右衛門とした。隠居し仏門に入ってからは常安の号を名乗った。なお前期淀屋の歴代当主も三郎右衛門を名乗った。
伏見城大手門の工事現場周辺に散在する巨石撤去を他の業者の1/10の価格で引き受け、掘った穴に滑り落として埋める、という周囲の意表を突く方法で解決した事を豊臣秀吉が目を付けた事が豪商となる第一歩であった。
常安請地として中之島の開拓を手掛け、大阪大学医学部跡地の旧町名である常安町、常安橋に名を残している。大坂三郷（北組・南組・天満組）のうち北組の惣年寄を担った。
大坂の陣においては徳川方を支持した。大坂冬の陣では茶臼山と岡山の陣屋を徳川家康と徳川秀忠に提供し、徳川方の兵には食料も提供した。その功績が家康に認められ、褒美として山城国八幡の山林田地300石の土地を与えられ、名字帯刀が許された。大坂夏の陣が終わった後には戦の後始末を願い出、亡くなった兵の供養と大量の武具を処分した事でも利益を得た。
墓所は大阪の大仙寺。

#### 二代 淀屋言當
淀屋 言當（よどや げんとう、ことまさ） 天正4年（1576年） - 寛永20年12月5日（1644年1月14日）
弟、五郎右衛門の子（三代箇斎）を養子とする。通称を三郎右衛門、名を言當、号を个庵（こあん）とした。なお二代、四代、五代の歴代当主も个庵を名乗ったので、二代を区別し特に玄个庵と呼ぶ。
十三人町の町年寄を務めた。
墓所は大阪の大仙寺。

#### 三代 淀屋箇斎
淀屋 箇斎（よどや かさい） 慶長11年（1606年） - 慶安元年7月12日（1648年8月30日）
淀屋言當の弟、五郎右衛門の子。
墓所は大阪の大仙寺。

#### 四代 淀屋重當
淀屋 重當（よどや じゅうとう、しげまさ） 寛永11年（1634年） - 元禄10年（1697年）
闕所処分とされる事を予想し、番頭であった牧田仁右衛門に暖簾分けをした。
後に大名になる米津田盛の娘を妻とし、町の政治に参画したと伝わる。

#### 五代 淀屋廣當
淀屋 廣當（よどや こうとう、ひろまさ） 貞享元年（1684年）? - 享保2年12月21日（1718年1月22日）
元禄15年（1702年）に家督を継ぐ。
宝永2年（1705年）淀屋辰五郎の闕所処分を受けたのは、その時期から廣當の時代であったと考えられている。
墓所は京都府八幡市の神應寺。戒名は潜龍軒咄哉个庵居士。

### 後期淀屋

#### 初代 牧田仁右衛門
牧田 仁右衛門
淀屋重當の下で番頭をしていたが、暖簾分けした店を出身地の伯耆国久米郡倉吉に開き、淀屋清兵衛を名乗った。以後、牧田家は8代目、孫三郎の没する1895年（明治28年）まで続いた。その間、4代目牧田五郎右衛門の頃には、もともと淀屋があった大阪の土地を買い戻すに至る。
牧田家の商業活動や各当主の詳細に関しては、資料が殆ど残っていないため明らかでない。しかし、鳥取藩や荒尾氏（倉吉荒尾家）から献金を求められるなど、明治時代まで多額の資産を有していたことが判明している。

## 分家
岡本家には以下の分家が有った。大豆葉町家は現在も続いている。
- 常安町家
- 大川町家
- 斎藤町家
- 大豆葉町家

## 旧跡
- 旧牧田家住宅 - 鳥取県倉吉市 宝暦10年（1760年）建造と伝えられている倉吉市に現存する最古の商家

## 墓所
- 倉吉打吹の大蓮寺。